# Ilon Wikland
Maire-Ilon Wikland, nata Pääbo (Tartu, 5 febbraio 1930), è un'illustratrice estone e svedese. È nota soprattutto per le sue illustrazioni dei libri di Astrid Lindgren ed Edith Unnerstad. Per Lindgren ha illustrato Barnen i Bullerbyn, Bröderna Lejonhjärta e Ronja. La figlia del brigante. Nel 2009, nella città estone di Haapsalu, è stato aperto il museo Ilons sagoland.

## Biografia
È figlia di Max Pääbo, ingegnere civile, e dell'artista Vida Juse. Il padre era un cugino di secondo grado del nonno di Svante Pääbo. All'età di otto anni, i suoi genitori divorziarono. Il padre si risposò, mentre la madre si trasferì in Italia. Visse l'adolescenza con i nonni a Haapsalu, nella contea di Lääne, sulla costa baltica dell'Estonia. Nel 1944, all'età di quattordici anni, fuggì con la famiglia di un compagno di classe dalla seconda occupazione sovietica dell'Estonia, e si stabilì come rifugiata a Stoccolma, in Svezia.
Si formò sotto la guida di Akke Kumlien dal 1944 al 1946, presso la Skolan för bok- och reklamkonst (Scuola d'Arte del Libro e della Pubblicità). Studiò presso la  Signe Barths målarskola (Scuola di Pittura di Signe Barths) dal 1952 al 1953 e nel 1956. Fece numerosi viaggi di studio in Europa. 
Nel 1953 si candidò a lavorare come illustratrice presso Rabén & Sjögren.
Le sue opere vennero esposte al Museo d'Arte di Göteborg, al Museo Nazionale, al Post Museum, al Museo Nordico di Stoccolma, al Museo della Città di Mölndal e al Kulturen.
Ha quattro figlie. 

### Collaborazione con Lindgren e Unnerstad
È nota soprattutto per le sue illustrazioni dei libri di Astrid Lindgren e Edith Unnerstad. È l'illustratrice con cui Astrid Lindgren collaborò maggiormente. Dei libri di Lindgren, ha illustrato: Barnen i Bullerbyn (con l'eccezione dei libri a capitoli originali, illustrati da Ingrid Vang Nyman), Barnen på Bråkmakargatan, Bröderna Lejonhjärta, Karlsson på taket, Madickenìì, Mio min Mioìì, Ronja. La figlia del brigante, Vacanze nell'isola dei gabbiani, Skinn Skerping – hemskast av alla spöken i Småland, Draken med de röda ögonen, Jag vill också ha ett syskon, Kajsa Kavat hjälper mormor e Nils Karlsson Pyssling flyttar in. Ha illustrato raccolte di canzoni della scuola domenicale (Vi sätter oss i ringen) e il libro di educazione sessuale Sex: samlevnadskunskap di Maj-Briht Bergström-Walan per bambini in età prescolare.

### Altre collaborazioni
Narrò la sua infanzia nel libro del 1995 Den långa, långa resan, scritto insieme all'autrice per bambini Rose Lagercrantz. Il libro venne riadattato per il teatro come opera per bambini e fu messo in scena alla Opera reale svedese nella primavera del 2017.
Nei libri illustrati su Sammeli, realizzò sia il testo che le immagini (Var är Sammeli, 1995, Sammeli, Epp och jag, 1997, e Sammeli, bada! 2001). Illustrò i libri di Mark Levengood, Sucka mitt hjärta men brist dock ej nel 2006 e Hjärtat får inga rynkor nel 2008.
Realizzò i dipinti sullo scafo della nave Tallink M/S Victoria I e la sala giochi per bambini. Ha inaugurato la nave nel 2004 e ne è la madrina.
Illustrò i libri di Marita Lindquist e Hans Peterson.

### Il museoIlons sagoland
Nel 2004, donò allo Stato estone le sue circa 800 illustrazioni originali di libri, che sarebbero state esposte in una vecchia e bella casa di proprietà del museo della contea. Il 1º luglio 2009 è stato inaugurato il museo 'Ilons sagoland nella città di Haapsalu, in Estonia, chr raccoglie le sue illustrazioni.